# Ірдино-Тясминська низовина
Ірди́но-Тя́сминська низовина́ — невелика низовинна ділянка Придніпровської височини, що простягається уздовж правого берега Дніпра від Мошногірського кряжу на півночі до гирла Тясмину.
Низовина є рівною ділянкою суходолу, у північній та північно-західній частинах заболочена — Ірдинське болото, Смілянське болото, заболочені ділянки заплави річки Тясмин.
Із заходу та південного заходу низовина обмежена річкою Тясмин, зі сходу — Кременчуцьким водосховищем. На півночі низовини протікають річки Ірдинь, ліва притока Тясмину, та Ірдинка, права притока Дніпра.